# Волошина Світлана Василівна
Світлана Василівна Волошина (нар. 1947) — українська радянська і партійна діячка, секретар Київського міського комітету КПУ. Член Ревізійної Комісії КПУ в 1986—1991 р. Заступник голови Ревізійної Комісії КПУ в 1986—1990 р.

## Біографія
Росіянка. Освіта вища. Закінчила Херсонський державний педагогічний інститут імені Крупської.
Після закінчення інституту працювала організатором позакласної і позашкільної роботи Каховської середньої школи № 1 Херсонської області, потім вихователем Новокаховського МПТУ № 16 Херсонської області.
У 1971—1972 роках — завідувач відділу студентської, шкільної молоді та піонерів Каланчацького районного комітету ЛКСМУ Херсонської області. У 1972—1973 роках — завідувачка відділу учнівської молоді—секретар Каланчацького районного комітету ЛКСМУ. У 1973—1974 роках — 1-й секретар Каланчацького районного комітету ЛКСМУ Херсонської області.
Член КПРС з 1973 року.
У 1974—1981 роках — відповідальний організатор ЦК ЛКСМУ.
У 1981—1984 роках — інструктор відділу організаційно-партійної роботи Київського міського комітету КПУ. У 1984 році — заступник завідувача відділу організаційно-партійної роботи Київського міського комітету КПУ.
У 1984 — січні 1987 року — 1-й секретар Шевченківського районного комітету КПУ міста Києва.
У січні 1987 — листопаді 1988 року — секретар Київського міського комітету КПУ.
У листопаді 1988 — 1991 року — 1-й секретар Ленінського районного комітету КПУ міста Києва.

## Нагороди
- ордени
- медалі